# McEwans Lager Golden Masters
McEwans Lager Golden Masters — пригласительный снукерный турнир, проходивший только один раз — в 1978 году в Северной Ирландии.
В турнире приняли участие четверо ведущих снукеристов того времени — Рэй Риардон, Деннис Тейлор, Дуг Маунтджой и Грэм Майлс. Победителем стал Дуг Маунтджой, который получил главный приз в размере 750 фунтов стерлингов.
Все матчи турнира проводились в Ньютаунардс, Северная Ирландия.

## Победители
| Год  | Победитель    | Финалист    | Счёт | Спонсор |
| ---- | ------------- | ----------- | ---- | ------- |
| 1978 | Дуг Маунтджой | Рэй Риардон | 29:4 | McEwans |